# キャッシュキャブ
『キャッシュキャブ』（Cash Cab）は、英国のITVで放送されたクイズ番組。初回放送は2005年。制作はライオン・テレビジョン。

## 概要
とあるタクシーに乗りながらクイズに正解し、目的地までたどり着けば賞金が獲得できる。ただし、3問不正解で強制下車させられる。
アメリカでは、ディスカバリーチャンネルで放送され、2008年にデイタイム・エミー賞クイズ番組作品賞を受賞した。
日本では2008年3月8日、7月5日、9月7日にフジテレビで放送され、12月2日にカスペ!枠で初のゴールデンタイムの番組として放送される。
その他、世界70カ国以上でフォーマット化し、放送されている。

## 日本版のルール
- 司会進行はくりぃむしちゅー（上田晋也・有田哲平）（1~3は伊藤利尋（フジテレビアナウンサー））。
- 賞金は第1回~第3回と第4回で異なる。
  - 第1回~第3回では、最初は1問正解ごとに1,000円ずつ加算される。5,000円まで到達すれば、そこから先は1問ごとの賞金が5,000円ずつ加算にアップ。さらに、3万円まで到達すれば、そこから先は1問ごとの賞金が1万円ずつ加算にアップ。
  - 第4回では、下記のようにそれぞれ賞金金額が決められている。

| 問題数 | 賞金      |
| ------ | --------- |
| 15     | ￥500,000 |
| 14     | ￥450,000 |
| 13     | ￥400,000 |
| 12     | ￥350,000 |
| 11     | ￥300,000 |
| 10     | ￥250,000 |
| 9      | ￥200,000 |
| 8      | ￥170,000 |
| 7      | ￥140,000 |
| 6      | ￥110,000 |
| 5      | ￥80,000  |
| 4      | ￥60,000  |
| 3      | ￥40,000  |
| 2      | ￥20,000  |
| 1      | ￥10,000  |

- 答えに詰まった場合、レスキューチャンスという形で助けを求めることができる（クイズ$ミリオネアのライフラインに当たる）。
  - 第1回~第3回では、通行人に1分間質問ができる「アスキングチャンス」、好きな相手に携帯電話で質問できる「テレフォンチャンス」、最寄りの本屋で5分間調べられる「ブックストアチャンス」の3種類があり、それぞれ1回ずつ使える。1つの問題で複数使うことも可能。
  - 第4回ではレスキューチャンスのルールが変わった。ブックストアチャンスは、書店で自腹で1冊だけ本を買ってそれで調べるという方式になった。ただし、書店の店内で本の中を見ることはできない。また、アスキングチャンスは通行人に3分間質問ができるようになった。
- 第4回では「チャンスクイズ」として、街ゆく一般人とクイズ対決を行い、先に3問正解すれば、現時点での正解1回分の賞金が加算される。対戦相手に先に3問正解されても、ペナルティにはならない。
- 目的地に到着する前に3問不正解してしまうと、いかなる場所でも強制下車（失格）となり、賞金も没収となる。
- 目的地に到着したら、1度のみダブルアップクイズに挑戦できる（挑戦せずに現時点での賞金を受け取ることも可能）。ダブルアップクイズはA・B・Cの3つの封筒にそれぞれ難易度の違う問題（どれが簡単かは分からない）が入っていて、その中から1つの封筒を選び、出題された問題に正解すれば賞金が2倍になる。もし間違えれば賞金は全額没収される。